# Gian Carlo Abelli
Gian Carlo Abelli (Broni, 11 maggio 1941 – Broni, 24 gennaio 2016) è stato un politico italiano.

## Carriera politica
Abelli entra in politica negli anni Settanta nella Democrazia Cristiana lombarda. Nel 1974 è presidente del Policlinico San Matteo di Pavia. Alla fine degli anni Ottanta è consigliere e assessore comunale a Pavia.
Negli anni Novanta, a seguito della dissoluzione della DC, Abelli entra in Forza Italia, si avvicina a Comunione e Liberazione e a Roberto Formigoni, che gli affida la gestione della sanità regionale come presidente della Commissione Sanità della Regione Lombardia.
Tra il 1996 e il 1997 Abelli riceve una tangente di 72 milioni di lire da Giuseppe Poggi Longostrevi, poi coinvolto nel principale scandalo di corruzione della sanità lombarda.
Abelli è stato capogruppo di Forza Italia nel consiglio regionale della Lombardia dal 2005. È stato inoltre assessore regionale a famiglia e solidarietà sociale, anche se maggiormente legato al sistema della sanità e a Comunione e Liberazione. Nel suo ruolo politico regionale, Abelli è stato un grande sponsor dell'autostrada Broni-Pavia-Mortara, un progetto lanciato nell'ottobre 2002 e che ha sollevato l'opposizione di comitati e associazioni locali.
Alle elezioni politiche del 2008 Abelli è eletto alla Camera dei deputati per il Popolo della Libertà. Abelli era terzo nel listino del collegio Lombardia 1, direttamente dopo Berlusconi e Fini. Nell'agosto 2008 Abelli è nominato da Berlusconi commissario della sezione altoatesina di Forza Italia, per portare il partito alle elezioni provinciali.

## Vita privata e vicende giudiziarie
Abelli era sposato con Rosanna Gariboldi (lady Abelli), dal giugno 2006 assessore all'organizzazione interna della giunta della Provincia di Pavia.
Gariboldi era socia in affari con Massimo Ponzoni, assessore regionale all'ambiente, Massimo Buscemi, assessore regionale alle Reti e ai Servizi di utilità, e Giorgio Pozzi, ex assessore all'Innovazione e all'Artigianato. I quattro detenevano la maggioranza della società "Lux ad sidera", impegnata in una speculazione edilizia in provincia di Varese su terreni venduti dalle suore canossiane.
Nell'ottobre 2009 Gariboldi viene arrestata e detenuta nel carcere milanese di San Vittore, assieme all'imprenditore Giuseppe Grossi, nell'ambito dell'inchiesta sui fondi neri creati con la bonifica dell'area Montecity-Santa Giulia. Sul conto denominato "Associati", acceso da Gariboldi presso la Banque J. Safra di Montecarlo, e di cui anche Abelli agiva come procuratore, sarebbero stati bonificato da Grossi e da suoi fiduciari quasi 2,4 milioni di euro, poi in parte restituiti con altre rimesse a banche svizzere. Su altri conti della coppia a Montecarlo risultano altri versamenti di centinaia di migliaia di euro, di provenienza incerta.
Il 12 gennaio 2010 ha patteggiato 2 anni di reclusione con pena sospesa ed è uscita dal carcere di San Vittore dopo tre mesi di reclusione, acconsentendo a pagare 1,2 milioni di euro, soldi frutto del riciclaggio di cui l'ex assessore era accusata.
Abelli muore dopo una lunga malattia a Broni, il 24 gennaio 2016 all'età di 74 anni.